# Icterus pyrrhopterus
Icterus pyrrhopterus е вид птица от семейство Трупиалови (Icteridae).

## Разпространение
Видът е разпространен в Аржентина, Боливия, Бразилия, Парагвай и Уругвай.